# 龙头镇 (宝清县)
龙头镇，是中华人民共和国黑龙江省双鸭山市宝清县下辖的一个乡镇级行政单位。

## 行政区划
龙头镇下辖以下地区：
龙头村、红山村、东龙村、兰花村、北龙村、龙泉村、农林村、庆九村、大泉沟村、柳毛河村、龙头桥水库社区、龙头林场、头道岗林场、宝密桥场和宝山林场。